# Yoshio Furukawa
Pour les articles homonymes, voir Furukawa.
Yoshio Furukawa (古川 好男, Furukawa Yoshio), né le 5 juillet 1934, à Osaka, au Japon, est un footballeur japonais.